# Lophuromys simensis
Lophuromys simensis is een knaagdier uit het geslacht Lophuromys dat voorkomt in Noord-Ethiopië. De soort is bekend in twee gebieden: het Simiengebergte en het gebied tussen het Tanameer en Mount Guna. Ecologisch is L. simensis een tolerante soort; het dier komt voor van droge gebieden op 1800 m hoogte, waar ook savannebewoners als Mastomys en Arvicanthis voorkomen, tot graslanden op 3800 m hoogte die het dier deelt met de specialist Stenocephalemys. L. simensis behoort tot het ondergeslacht Lophuromys. In het mitochondriaal DNA van de soort zijn twee groepen te ontdekken, die "North-I" en "North-II" zijn genoemd. Aangezien de twee groepen niet van elkaar zijn te onderscheiden op basis van morfologische en andere moleculaire gegevens, moet dit feit verklaard worden door introgressie van mitochondriaal DNA van een andere soort.
L. simensis is een middelgrote Lophuromys met een gespikkelde vacht en een middellange staart. De bovenkant van het lichaam is donkerbruin; de haren zijn op de onderste helft donkerrood en op de bovenste helft vrijwel zwart, met een witte band ertussen en een zwarte punt. De onderkant van het lichaam is geelachtig tot lichtoranje; de haren hebben witte punten en geelachtige tot donkergrijze wortels. De bovenkant van de voorvoeten is donker, maar die van de achtervoeten is lichtgeel met een donkere streep. Het dier heeft lange, zwarte klauwen. De tenen zijn wit. De haren aan de bovenkant van de staart zijn zwart, die aan de onderkant wit. Het gewicht bedraagt 37 tot 74 (gemiddeld 57) g, de kop-romplengte 114 tot 145 (133) mm, de staartlengte 58 tot 85 (71) mm, de achtervoetlengte (zonder klauwen) 18 tot 23 (20) mm en de oorlengte 16 tot 20 (18) mm. Het karyotype bedraagt 2n=70, FNa=84 (10 metacentrische of submetacentrische, 6 subtelocentrische en 52 acrocentrische autosomen en een submetacentrisch X- en acrocentrisch Y-chromosoom).